# مؤتمر أريحا
مؤتمر أريحا هو مؤتمر ضم وجهاء من أهل فلسطين عام 1948 طالبوا بوحدة فلسطين مع المملكة الأردنية الهاشمية. قدم هذا المؤتمر الغطاء السياسي لضم ما عرف لاحقا بالضفة الغربية إلى شرق الأردن رسميا عام 1950، حيث أجريت انتخابات مناصفة بين الضفة الغربية والضفة الشرقية. وأصبح مواطنو الضفة الغربية مواطنين أردنيين واندمجوا في مؤسسات الدولة. لم تعترف الدول العربية آنذاك بهذه الوحدة واعتبرتها احتلالا. من الدول غير العربية لم تعترف بها رسميا إلا بريطانيا وباكستان والعراق واستمر الأمر هكذا حتى عام 1967.
خسر الأردن الضفة الغربية في حرب الأيام الستة، إلا أن إسرائيل اعترفت بالعلاقات بين الضفتين وبجنسية سكان الضفة الغربية الأردنية على أساس ما يسمى في إسرائيل "سياسة الجسور المفتوحة"، حيث بقيت المعابر بين الضفتين مفتوحة أمام المواطنين الأردنيين والتجارة بين المملكة الأردنية الهاشمية والضفة الغربية.

## اتفاق لندن
عقد في لندن عام 1987 اتفاق سري أطلق عليه اتفاقية لندن بين كل من الملك حسين ووزير الخارجية الإسرائيلي شمعون بيرس نصت على إعادة الضفة الغربية لإدارة المملكة الأردنية الهاشمية. ولكن هذه الاتفاقية فشلت ولم يتم تحقيقها إثر رفض رئيس الوزراء الإسرائيلي إسحاق شامير إقرار نسخة الاتفاقية النهائية.

## فك الارتباط
ظل الأردن يعتبر الضفة الغربية جزءًا منه حتى قرر الملك حسين عام 1988 فك الارتباط بين الضفتين بناءً على طلب منظمة التحرير الفلسطينية وبناءً على قرارات مؤتمر القمة العربي الذي عقد في الرباط عام 1974.